# Eva von Bredow
Eva Elisabeth Gabriele Sophie von Bredow (* 19. April 1904 in Ponitz; † 6. November 1979 in Berlin) war eine deutsche Leichtathletin, die in den späten 1920er Jahren erfolgreich war. Sie startete für den Sportclub Brandenburg. Wie in der damaligen Zeit üblich, trat sie in mehreren Disziplinen an: im Hochsprung, im Weitsprung und im 80-Meter-Hürdenlauf. 

## Leistungen
Eva von Bredow platzierte sich mehrfach bei deutschen Meisterschaften und gewann vier Deutsche Meistertitel:
- 1924: Zweite im Hochsprung
- 1925: Meisterin im Hochsprung
- 1926: Meisterin im Hochsprung und Dritte im Weitsprung
- 1927: Zweite im Hochsprung und Meisterin im Weitsprung
- 1928: Meisterin im Weitsprung
- 1929: Dritte im Weitsprung

Darüber hinaus stellte sie zwei deutsche Rekorde in Einzeldisziplinen auf:
- 12,8 s über 80 Meter Hürden, gelaufen am 12. Juni 1927 in Berlin beim 8-Nationen-Meeting des SC Brandenburg. Diese Zeit wurde als erster offizieller Weltrekord über diese Strecke notiert.
- 1,49 m im Hochsprung, erzielt am 22. August 1926 in Braunschweig. Damit verbesserte sie den bisherigen Rekord von Marie Heister um einen Zentimeter. Er hatte neun Monate Bestand, ehe er von Marie Amthor auf 1,51 m geschraubt wurde.

In den Weltranglisten jener Jahre kam sie viermal unter die Top Ten:
- 1926
  - Platz 5 im Weitsprung (5,34 m)
- 1927
  - Platz 1 über 80 m Hürden (12,8 s, diese Zeit konnte sie 1929 wiederholen, kam damit jedoch nur auf Platz 11. Der Weltrekord stand da bereits auf 12,2 s, gehalten von Ludmila Sychrova.)
  - Platz 8 im Weitsprung (5,45 m)
- 1928
  - Platz 9 im Weitsprung (5,36 m)

An den Olympischen Spielen 1928 in Amsterdam, bei denen erstmals leichtathletische Disziplinen für Frauen auf dem Programm standen, nahm sie nicht teil. Wettkämpfe im Weitsprung und über die Hürdenstrecke wurden nicht ausgetragen, und im Hochsprung war Deutschland nur durch Helma Notte, Inge Braumüller und Elisabeth Bonetsmüller vertreten. Mit ihrer Bestleistung von 1,49 m wäre Eva von Bredow ohnehin chancenlos gewesen, da sie für eine Medaille 1,56 m hätte springen müssen. 

## Weblink
- Eva von Bredow in der Datenbank von trackfield.brinkster.net (englisch)

| Personendaten    | Personendaten           |
| ---------------- | ----------------------- |
| NAME             | Bredow, Eva von         |
| KURZBESCHREIBUNG | deutsche Leichtathletin |
| GEBURTSDATUM     | 19. April 1904          |
| GEBURTSORT       | Ponitz                  |
| STERBEDATUM      | 6. November 1979        |
| STERBEORT        | Berlin                  |